# 西仓镇
西仓镇，是中华人民共和国甘肃省甘南藏族自治州碌曲县下辖的一个乡镇级行政单位。
2017年3月15日，甘肃省民政厅批复同意撤销西仓乡，设立西仓镇。

## 行政区划
西仓镇下辖以下地区：
新寺村、唐龙多村和贡去乎村。